# پل یکم
پاپ پل یکم (به انگلیسی: Paul I) یکی از پاپ‌های کلیسای کاتولیک رم بود که از ۷۵۷ تا ۷۶۷ میلادی پاپ بود.